# Взрыв на улице Васы Мискина
Взрыв на улице Васы Мискина (сербохорв. Masakr u ulici Vase Miskina) — взрыв в очереди за хлебом на улице Васы Мискина в Сараеве 27 мая 1992 года во время Боснийской войны.

## Описание события
27 мая 1992 года примерно в 9:55 на улице Васы Мискина в Сараеве в нескольких десятках метров от католического собора произошёл взрыв гранат (или, возможно, мин). В момент взрыва на улице находились сотни людей, выстроившиеся в очередь за хлебом. По скорой помощи, спешившей на помощь пострадавшим, был открыт огонь. Сразу же после происшествия на месте взрыва появились репортёры боснийского телевидения. Накануне взрыва ночью сербами были обстреляны мечети, общественные и жилые здания к югу от города, что привело к человеческим жертвам. В это время Совет безопасности ООН рассматривал возможность введения санкций против Югославии, которые были приняты 30 мая того же года. В результате взрыва, по разным данным, погибли 16 или 26 человек, свыше ста были ранены. При этом в разных источниках наблюдается путаница в численности жертв, в одних утверждается что погибшие и раненые были в рамках данного взрыва, другие - что это число убитых и раненых за весь день 27.05.1992. Та же путаница и в числе раненых, их по разным источникам было 104 или 108 человек, по другим данным - 144 и даже 157 человек.
Организаторы остались неизвестными; по утверждению сербской стороны, не было проведено расследования инцидента, однако Совет безопасности ООН посчитал ответственной сербскую сторону и принял резолюцию о введении санкций против СРЮ и расширения мандата миротворцев ООН на Боснию и Герцеговину, что, по утверждению сербской стороны, а также некоторых аналитиков и было целью данной акции.

### Оценки
Мировое сообщество сразу после совершения взрыва возложило ответственность на сербов, ранее блокировавших Сараево. Командующий миротворческими силами ООН в Сараеве генерал Маккензи писал, что по поступившей к нему информации, незадолго до взрыва была закрыта для движения улица Васы Мискина, после появления очереди перед пекарней на расстоянии от неё появились представители СМИ, которые начали съёмку сразу после взрыва, большинство убитых были сербы. В британской газете The Independent 23 августа 1992 года вышла публикация со ссылками на внутреннюю переписку ООН, в которой утверждалось, что виновниками взрыва на Мискина были мусульмане, преследовавшие цель склонить мировое сообщество на свою сторону и сделать повод для военной интервенции на территорию Боснии и Герцеговины. Отмечалось также, что опубликованное видео имело признаки нарезок
Сербская сторона отвергла свою ответственность за преступление, приписывая его мусульманским боснийским силам и интерпретируя его как операцию под фальшивым флагом, утверждая, что миномётные снаряды были выпущены с мест, удерживаемых во время события силами, верными правительству в Сараево. В той же статье Independent указывает, что последствия взрыва совсем не такие, какие должны были быть при попадании минометных снарядов на асфальтированную поверхность, видеосъемка журналистов ведётся буквально через несколько минут после взрыва, ещё до приезда полиции (на кадрах видно что полиция только подъезжает к месту), а время на съемке указано 9.30 утра (хотя сам взрыв произошел около 10.00), указывая на то, что вероятно был взрыв в ближайшем отделении банка, а не обстрел из миномётов или гранатомётов. Неназванные представители ООН также с подозрением относились к ряду обстоятельств теракта. В то же время отмечалось и то, что в рамках уже шедших на тот момент обстрелов Сараево в рамках войны этот эпизод был лишь одним из многих, хоть и, возможно, не относившихся к действиям сербских войск. Отмечались также неоднократные факты инспирирования преступлений Сербии в рамках эпизодов убийства журналистов или солдат.
Сомнения в виновности сербской стороны в этом эпизоде выражали и многие известные мировые политики, которые занимались тогда югославским кризисом: Дэвид Оуэн, Ясуши Акаши, Майкл Роуз, лорд Карингтон и другие.
По данным баллистического эксперта из Белграда, представленным в Международный трибунал по бывшей Югославии в 2015 году, взрыв был произведён 82-мм миномётом с расстояния 100—120 метров, то есть с места, находившегося под контролем боснийской армии. Эксперт также указал на невозможность обстрела с сербских позиций, находившихся на расстоянии 1700—1800 метров от места взрыва, которое окружено высокими зданиями. По воспоминаниям выживших в рамках события, падали и взрывались именно гранаты. В то же время на кадрах, снятых в этот день (что понятно по бегущей строке с теми же именами пострадавших) свидетели также утверждают что падали гранаты, но в кадр попадают именно остатки мин. Также отмечалось и то, что на месте взрыва мины отсутствует воронка, что указывает на невозможность падения снаряда сверху и тем более с большого расстояния, что 22 августа 1992 года озвучил также генеральный секретарь ООН. Расследование сербской стороны также указывало на то, что выдача помощи проводилась в предыдущие дни на соседней улице, а улица Васы Мискина была выбрана именно для того, чтобы с сербских позиций в Требевиче очередь была визуально заметна. Подозреваемыми называлась группа МВД БиГ под руководством Мирзы Ямаковича, а способом исполнения - взрыв противопехотной мины на самой улице.
По итогу самого трибунала за данное событие к ответственности привлечён никто не был и установить причастность чьей-либо стороны суд не смог. Караджич и Младич отрицали причастность сербских войск к данному событию, указывая что в те даты лишь начинались как таковые обстрелы города, которые не преследовали цель убийства мирных жителей. Само событие также не упоминается в каких-либо обвинительных заключениях далее.
В Сараево ежегодно проходят акции памяти о погибших, на месте взрывов установлена мемориальная доска с именами погибших.
В 2021 году сербский градоначальник восточного Сараево Любиша Чосич требовал убрать с табличек упоминание того, что в эпизоде виновата сербская сторона.

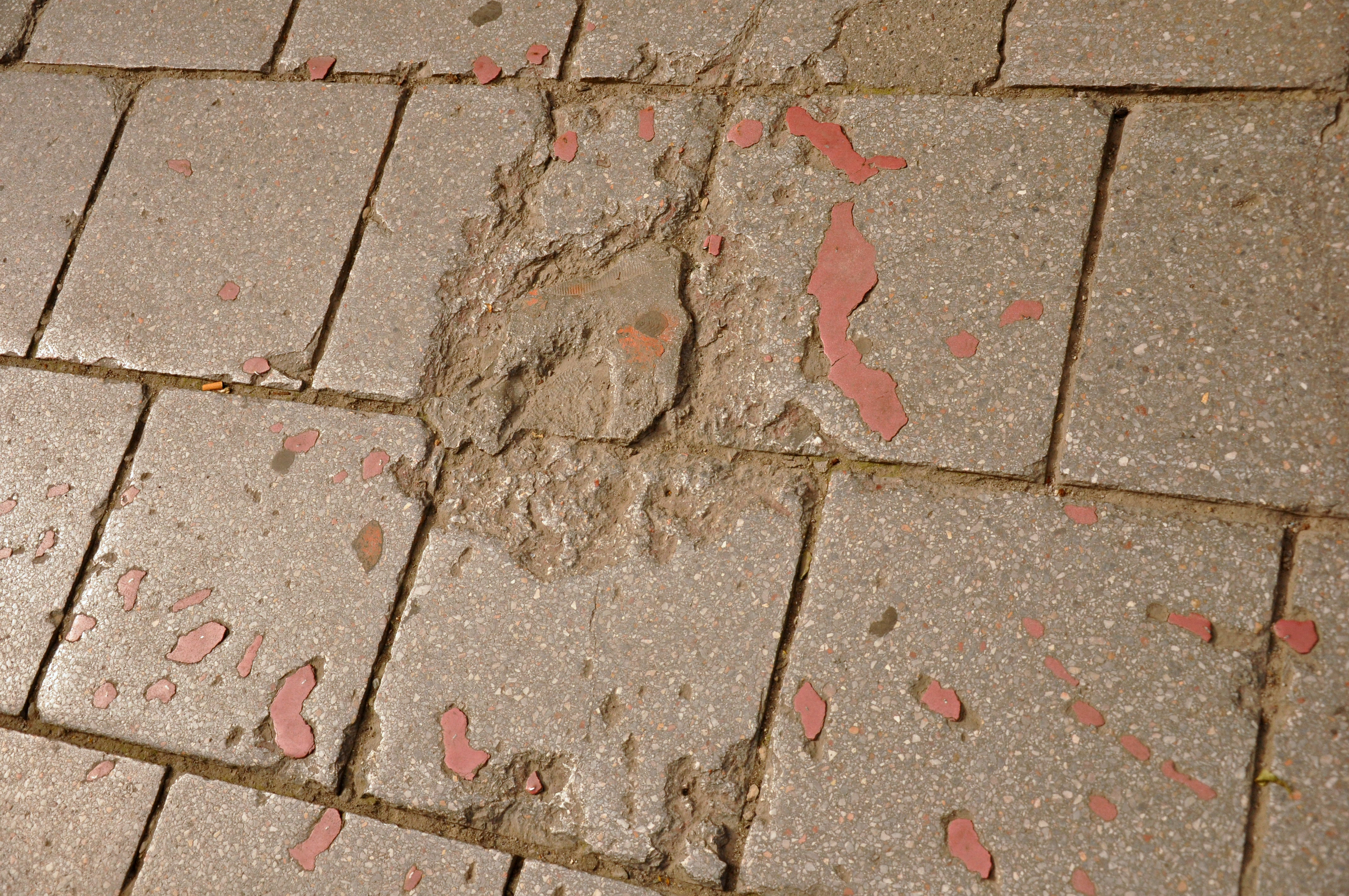
Следы на плитке от взрыва, известные как "Сараевские розы"
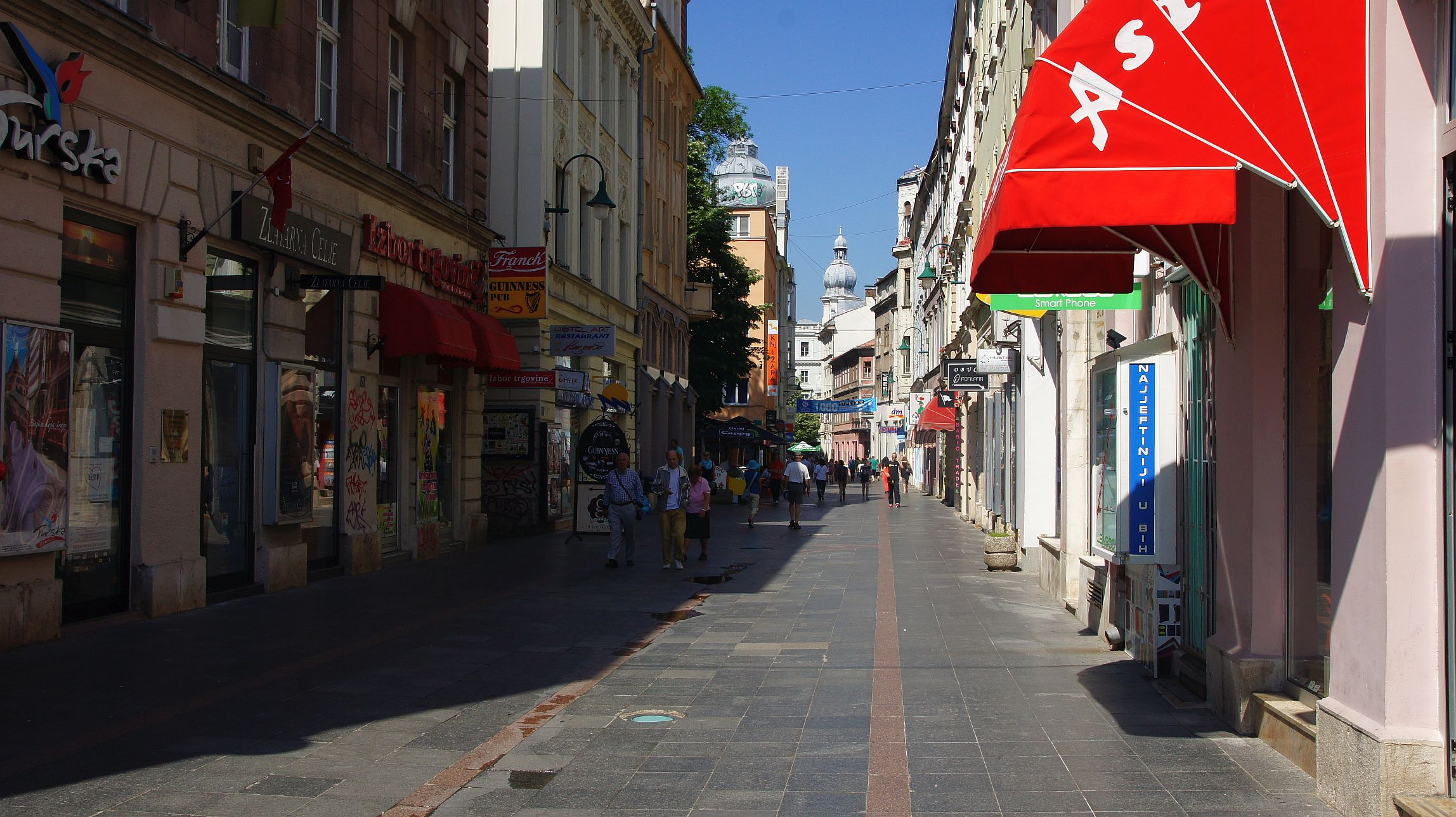
Улица Ферхадия, 2015 г.
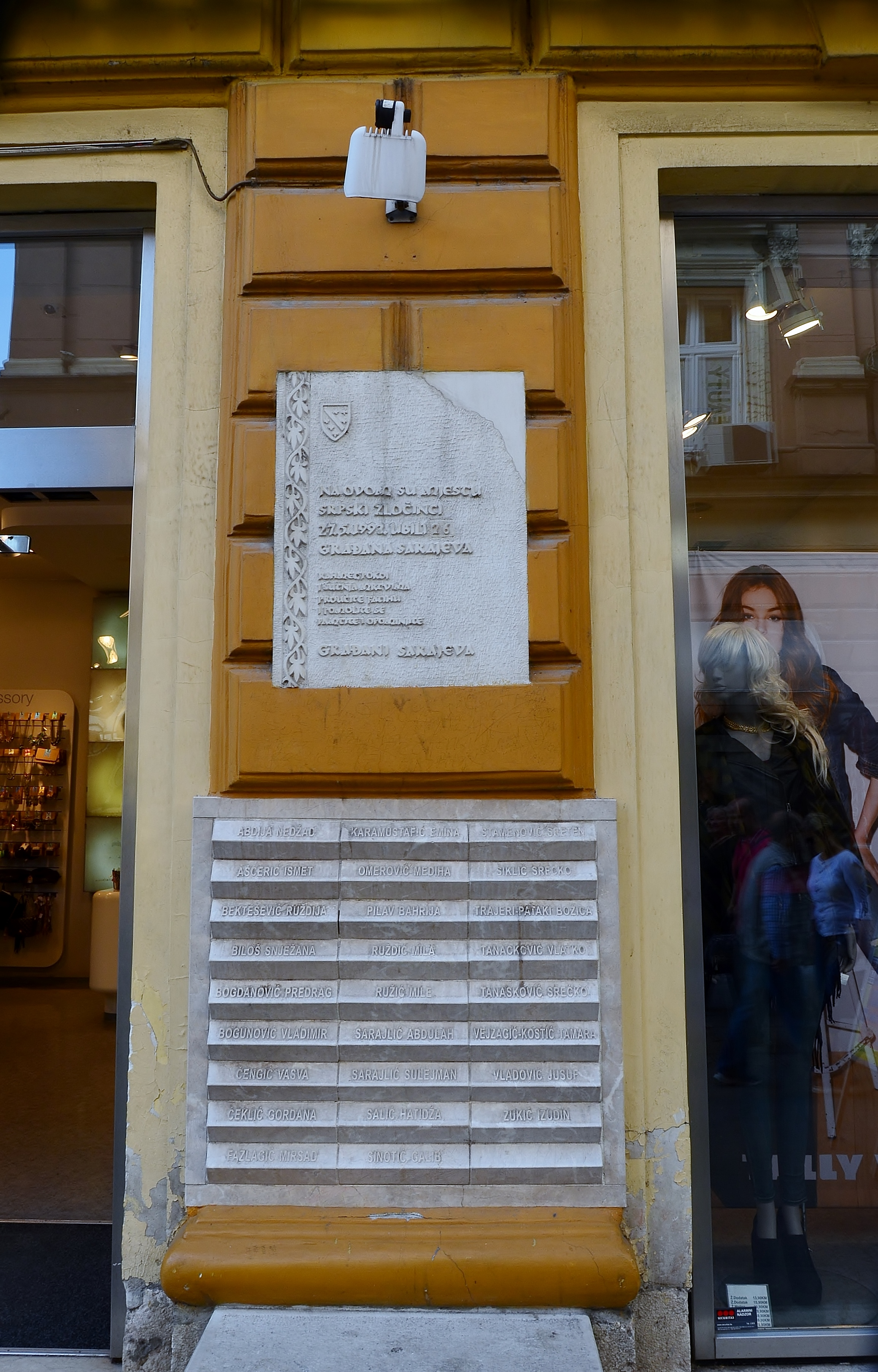
Мемориальная доска с именами всех погибших

## Материалы
- Ubijanje Sarajeva - 21. Dio _ Masakr u Vase Miskina 1_2 - YouTube
- Ubijanje Sarajeva - 22. Dio _ Masakr u Vase Miskina 2_2 - YouTube
- Мезяев А.Б. Основные правовые проблемы создания и деятельности Международного трибунала по бывшей Югославии // Деятельность Международного трибунала по бывшей Югославии: содержание, результаты, эффективность. Материалы международной научной конференции (Москва, 22-23 апреля 2009). М.: Институт славяноведения
- Кршлянин В. Смертельная статистика. 17 лет МТБЮ: 66% обвиняемых - сербы, 16 из них умерли // Деятельность Международного трибунала по бывшей Югославии: содержание, результаты, эффективность. Материалы международной научной конференции (Москва, 22-23 апреля 2009). М.: Институт славяноведения
- Список граждан Республики Сербской, обвиненных Гаагским международным трибуналом. Приложение 5 // Деятельность Международного трибунала по бывшей Югославии: содержание, результаты, эффективность. Материалы международной научной конференции (Москва, 22-23 апреля 2009). М.: Институт славяноведения
- Михайлов Н. О деятельности канцелярии прокурора // Обозреватель. М., 2003. № 12
- Мезяев А.Б. Чужой среди своих? «Преступная» книга (II) // Фонд стратегической культуры // www.fondsk.ru